# Isla Caballos
Isla Caballos är en ö i Mexiko. Den ligger i Bahía Santa Maria och hör till delstaten Sinaloa, i den västra delen av landet. Arean är 0,33 kvadratkilometer.